# Keith R. Kernspecht
Keith Ronald Kernspecht (Kiel, 28 giugno 1945 – Kiel, 25 novembre 2024) è stato un artista marziale tedesco, maestro dell'arte del Wing Chun.

## Biografia
Keith R. Kernspecht iniziò da ragazzo la pratica di arti marziali giapponesi, diventando un esperto di karate e jūdō. Nei primi anni settanta fondò a Kiel il Budo Zirkel (Circolo del Budō), un'associazione avente come scopo lo studio e la diffusione delle arti marziali in Germania. In quest'ambito, nel 1976, invitò per la prima volta in Europa il maestro Leung Ting, del quale divenne allievo. Fu così che il Wing Chun cominciò a diffondersi dapprima in Germania, poi, intorno alla metà degli anni ottanta, nel resto d'Europa.
Kernspecht diresse poi la EWTO (Europäische Wing Tsun Organisation, Organizzazione europea del Wing Chun, affiliata alla IWTA di Leung Ting) con sede legale Kiel e sede centrale didattica a Heidelberg. La EWTO conta circa 2000 scuole nei paesi di lingua tedesca, più alcune centinaia nel resto d'Europa.